# Clase Resolution
La clase Resolution fue una clase de cuatro submarinos de misiles balísticos nucleares (SSBN) construidos para la Marina Real Británica como parte del sistema nuclear Polaris del Reino Unido. Cada submarino estaba armado con hasta 16 misiles nucleares UGM-27 Polaris A-3.
La clase comprendía el Resolution, Repulse, Renown y Revenge. Fueron construidos por Vickers Armstrong en Barrow-in-Furness y Cammell Laird en Birkenhead entre 1964 y 1968. Los cuatro barcos tenían su base en HM Naval Base Clyde (HMS Neptune), 40 km (25 mi) al oeste de Glasgow, Escocia. Estuvieron en servicio activo hasta el año 2006.
La clase Resolution fue la plataforma de lanzamiento para la disuasión nuclear estratégica del Reino Unido desde finales de la década de 1960 hasta 1996, cuando fue reemplazada por los submarinos de clase Vanguard que transportaba el Trident II.

## Unidades
- HMS Resolution (S22) (1967-1994)
- HMS Repulse (S23) (1968-1996)
- HMS Renown (S26) (1968-1996)
- HMS Revenge (S27) (1969-1992)